# Нейман, Вильгельм
Карл Иоганн Вильгельм Нейман, Нойманн (нем. Carl Johann Wilhelm Neumann, латыш. Kārlis Johans Vilhelms Neimanis; 5 октября 1849 — 6 марта 1919) — остзейский архитектор немецкого происхождения, творивший на территории нынешней Латвии; историк искусств.

## Биография
Вильгельм Нейман родился 5 октября 1849 года в мекленбургском городе Гревесмюлене на севере Германии, в купеческой семье. В 1863 году семья переехала в Крейцбург (ныне Латвия), где его отец получил должность служащего на железной дороге Рига—Динабург.
Работал в Динабурге под руководством архитектора Пауля Макса Берчи (1864—1875), а также учился в Рижском политехникуме; в 1875 году — в Императорской академии художеств. 
После окончания учёбы[уточнить] (1876) был назначен динабургским городским архитектором (1878—1895).
За многолетние исследования истории культуры Остзейского края получил степень доктора искусства и философии в Лейпцигском университете (1892). Руководил строительством и реконструкцией многих рижских построек.
Был доцентом Рижского политехнического института по кафедре истории искусств (1899—1901), директором Рижского городского художественного музея (1905—1919), руководителем комиссии и исполнительным директором Курляндского общества защиты памятников литературы и искусства (1906—1919), почётным членом Эстляндского литературного общества.

## Творчество
По проектам Вильгельма Неймана было построено несколько десятков жилых и общественных зданий в большинстве своём выполненных в стиле историзма.
В Даугавпилсе: железнодорожная станция и здание управления товарной станцией (1873), железнодорожные ремонтные мастерские и локомотивное депо (1874), городская больница (1887), здание евангелическо-лютеранской церкви Мартина Лютера (1889—1893).
В Риге: синагога на улице Пейтавас (1903), школа на улице Висвалжа (1903), здание яхт-клуба на Кипсале (1898), здание Городского художественного музея (1903—1905), виллы в Межапарке (1904), реконструкция и реставрация комплекса зданий Домского собора и Домского монастыря (1895—1910), перестройка главного здания и строительство канцелярии Дома Лифляндского рыцарства (1902—1903).
В других городах и посёлках Латвии: поместья в Ликсне, Кокнесе, Пелчи (1899), здания евангелическо-лютеранских церквей в Кулдиге (1899—1904), в Демене (1895—1896), в Кабиле (1904—1907), строительство башни Добельской евангелическо-лютеранской церкви (1898).

## Публикации
- Grundriß einer Geschichte der bildenden Künste und des Kunstgewerbes in Liv-, Est- und Kurland vom Ende des 12. bis zum Ausgang des 18. Jahrhunderts. Reval,1887
- Die Ordensburger im sog. Polnischen Livland. Mitteilungen aus der livländischen Geschichte. Riga, 1889. Bd.14. H.3
- Werke mittelalterlicher Holzplastik und Malerei in Livland und Estland. Lübeck, 1892
- Das mittelalterliche Riga. Berlin, 1892
- Die St. Annenkirche zu Libau. Rigasche Stadtblätter, Nr. 21, 22, 1892
- Karl August Senff: Ein baltischer Kupferstecher. Reval, 1895
- Baltische Maler und Bildhauer des XIX Jahrhunderts. Riga, 1902
- Verzeichnis baltischer Goldschmiede, ihrer Merkzeichen und Werke. Sitzungsberichte der Gesellschaft für Geschichte und Alterthumskunde der Ostseeprovinzen Russlands aus dem Jahre 1904. Riga, 1905
- Lexikon baltischer Künstler. Riga, 1908
- Riga und Reval. Leipzig, 1908
- Führer durch Riga mit einem Stadtplan. Leipzig, 1910; 2. Aufl. Berlin, 1918
- Der Dom zu St. Marien in Riga. Riga, 1912
- Das Museum in Riga. Museumskunde. Berlin, 1906. Bd.2
- Merkbüchlein zur Denkmalpflege auf dem Lande. Riga, 1911
- Aus alter Zeit: Kunst und kunstgeschichtliche Miszellen aus Liv-, Est- und Kurland. Riga, 1913

|             |  |              |  |                              |  |                                  |
| «Бюнгергоф» |  | Дом Зенгбуша |  | Здание Художественного музея |  | Замок А. А. Эттингена в Калкунах |

|                                        |  |          |  |          |  |              |
| Канцелярия Дома Лифляндского рыцарства |  | Синагога |  | Яхт-клуб |  | Доходный дом |